# Ipueira
Ipueira è un comune del Brasile nello Stato del Rio Grande do Norte, parte della mesoregione del Central Potiguar e della microregione del Seridó Ocidental.